# 石茶隼攻擊直升機
石茶隼攻擊直升機是一款由丹尼爾航空公司製造的攻擊直升機。Rooivalk在南非語中的意思為"紅隼"（實為黃爪隼）。阿特拉斯航空公司基於法國航太SA330美洲獅直升機，於1984年開始同時進行石茶隼與巨羚直升機的研發（巨羚的開發更早一些）。
1990年代因為預算有限，以及政府希望以購買早已成熟的外國攻擊直升機為主，因此擱置石茶隼的開發計畫。最終，南非空軍共訂購12架石茶隼（編號:Rooivalk Mk 1），並於2011年4月正式交付第一架。

## 發展

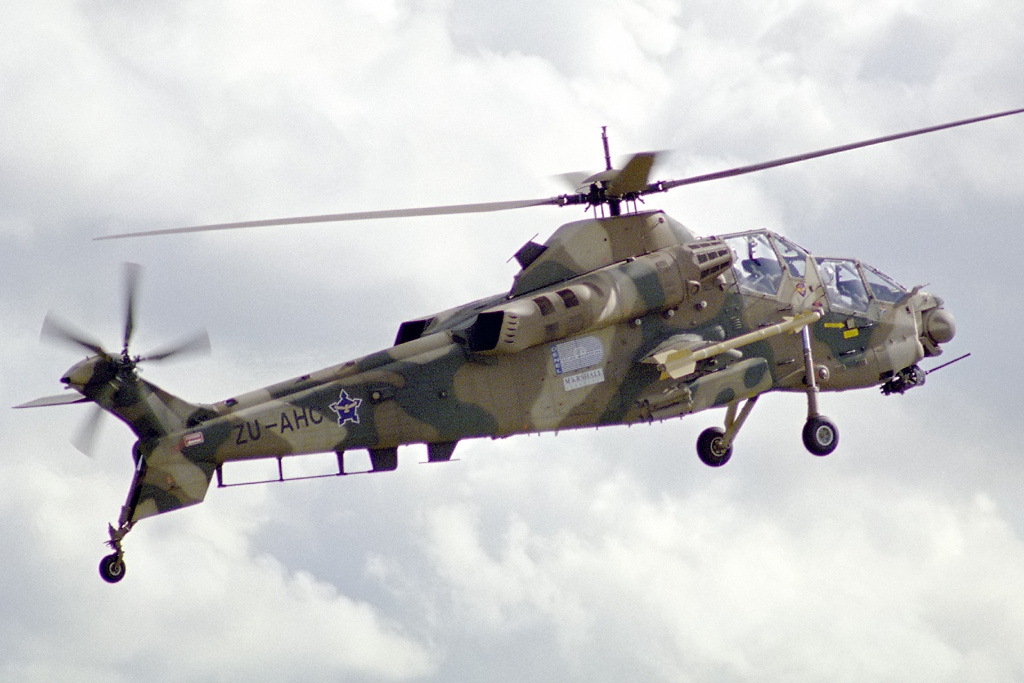
於1994年法恩堡航空展展出的石茶隼

### 背景
石茶隼項目始於1984年初，為了應對南非邊境戰爭常規化，南非國防軍決定要尋找一款攻擊直升機。該直升機將執行護送、摧毀防空陣地及對抗蘇系坦克等任務。當時，南非由於其南非種族隔離而遭到聯合國安理會第418號決議武器禁運的制裁，因此南非無法進口武裝直升機。
由於從頭開發一架全新的直升機需要各種複雜的技術，如發動機、旋翼系統等等，這對於工業基礎較為薄弱的南非而言將會十分困難，因此阿特拉斯決定以南非現有的SA330美洲獅和雲雀III型為基礎，進而研發屬於自己的攻擊直升機。由於雲雀III型的設計過於老舊，並且動力也不足，而後被排除。
而美洲獅不僅更大，動力也更強，更適合改裝，因而雀屏中選。另一個原因為南非空軍同時在開發另一款中型通用直升機，也就是巨羚直升機。相較於石茶隼，巨羚的困難度低上許久，因而開發時間也比石茶準快上許多。 同時阿特拉斯還考慮其他改裝來源，例如使用歐直AS365海豚直升機的動力系統。
最終，決定採用巨羚的動力裝置和動力系統，共通的設計將讓設計難度與維護難度大大降低。 而這也代表石茶隼將有一個寬闊的機身，將可以攜帶更多武器與設備。在1980年代，南非的國防預算相較於從90年代到現在，是相對高昂的，因此阿特拉斯試圖創造一款能擠身世界前列的攻擊直升機，甚至可能優於世界上最好的攻擊直升機。在設想中，石茶隼為一款靈活、高機動的武裝直升機，特別適合應對與安哥拉等地的戰況和T-54/55系列主戰坦克等蘇系洪流的威脅。
作為該計畫的第一款原型機，XH-1阿爾發直升機由雲雀III型而來，其保留原機的發動機和動力部件，但更換其駕駛艙與相關設備。1985年2月3日，XH-1首飛，而飛行測試結果證實石茶隼的概念是可行的，並使計畫成功持續發展。

### 計畫過程

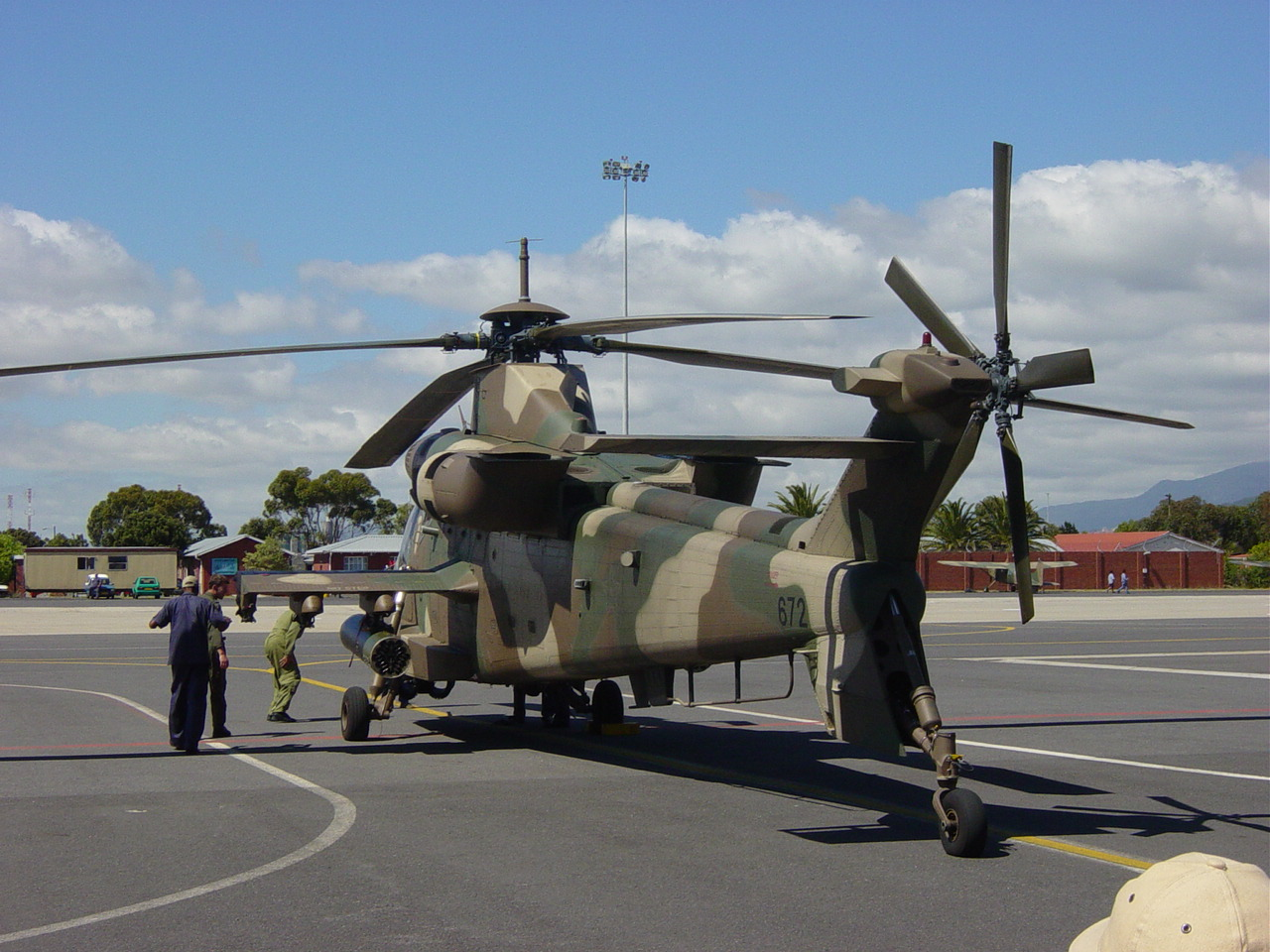
一架停放位於開普敦艾斯特普拉空軍基地的石茶隼

石茶隼原型機於 1990年2月11日首飛， 然而日益停歇的戰事導致國防預算被大幅削減，進而影響石茶隼的研發進度。削減的預算導致空軍36架的訂單減少到12架，極大地影響其成本效益。並且，其實阿特拉斯已經在80年代中期成功研製一款較為簡易的攻擊直升機，可以與巨羚同時投入使用，然而由於對最強直升機的執著，因此計畫又一直屢遭拖遲，同時成本又被推高了，儘管在1984年至1990年間，增加的成本從未超過分配到的預算。
據稱，一些空軍官員認為石茶隼是對傳統固定翼飛機的威脅，並且因為日益減少的預算而希望終止該計畫。然而南非陸軍卻普遍支持石茶隼的研發，部分原因是因為攻擊直升機的存在將會減少採購和維護大量坦克的需求。因此，陸軍一度提供石茶隼資金，幫助它在緊縮的預算限制下生存下來。該項目的拖遲和不斷增加的成本不僅阻礙了它的推出，也阻礙其後來的可行性。 到1998年，第一架量產型石茶隼交付給空軍時，石茶隼已經出現一些過時的疑慮了。 雖然其擁有良好的空氣動力學，但1980年代設計的航空電子設備卻也過時，這損害了該機型的出口潛力。
對直升機的支持度是出口銷售的另一個決定性因素。除了對石茶隼的長期發展及其供應商提供必要零件以維持該機型的能力存疑外，石茶隼極度依賴目前由法國空中客车直升机公司擁有的技術。由於石茶隼是虎式直升機的競爭對手，該公司警告所有對石茶隼有興趣的潛在買家，他們將不會提供任何飛機飛機動力系統的保養與維修。 另外，政治因素被認為是出口市場的主要障礙，例如據稱美國政府施加壓力說服外國客戶選擇其競爭對手AH-64阿帕契直升機。
南非調查各種潛在的出口機會，例如馬來西亞、英國和土耳其，但到2023年都還未有交易案出現。 然而石茶隼的研製對南非航空和高科技產業的發展產生了積極影響，導致了Aerosud和派拉蒙集團等公司的創建。據稱，石茶隼計畫為南非國防工業打下堅固的基石，使南非國防企業能夠參與其他航空研發或生產，例如JAS 39獅鷲戰鬥機、鷹式教練機、阿古斯特維斯特蘭AW109直升機和空中巴士A400M。

### 後續計畫

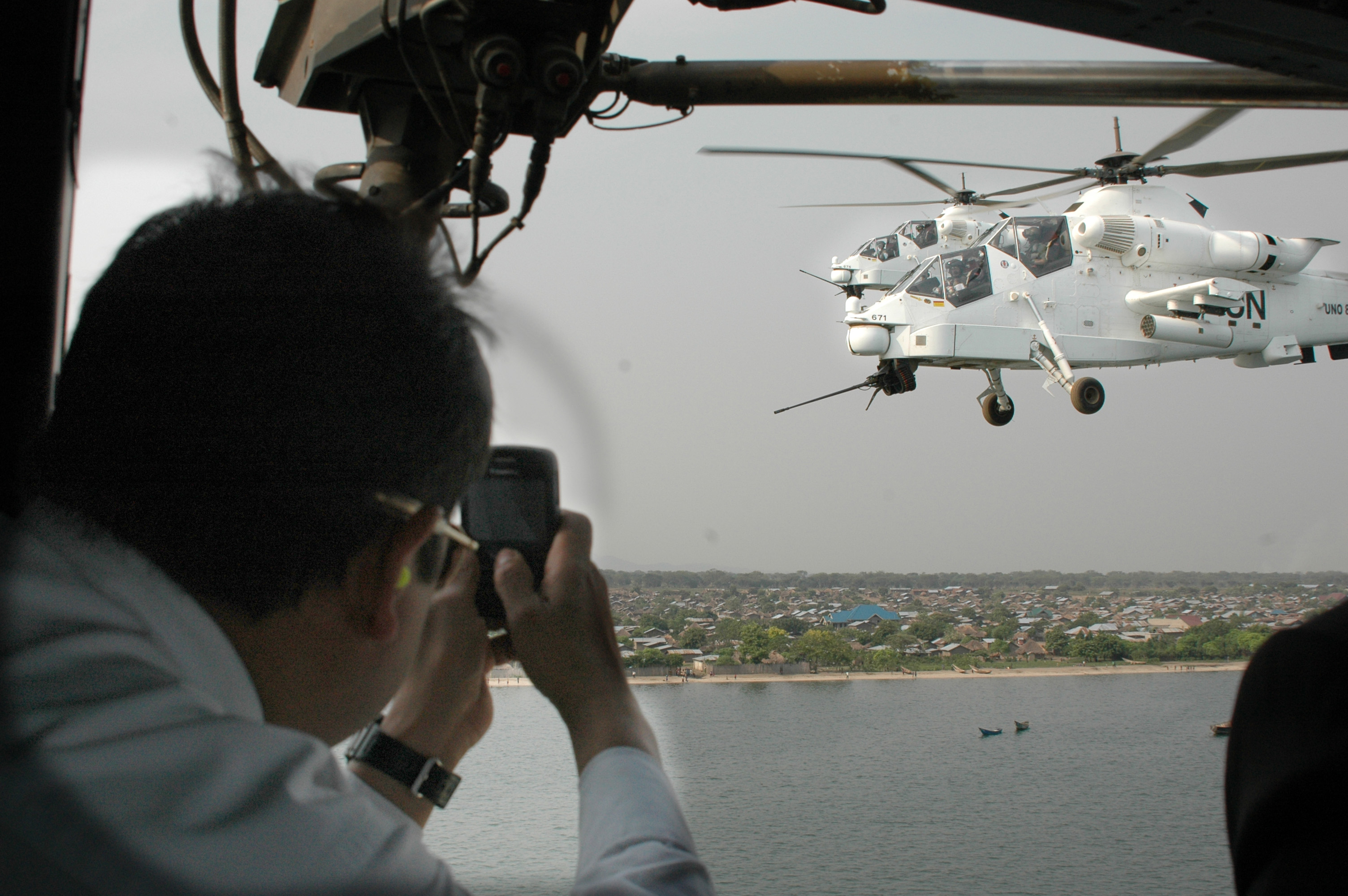
兩架作為聯合國干涉部隊護送聯合國代表團進入剛果民主共和國的石茶隼攻擊直升機

2016年，丹尼爾航空(阿特拉斯重組後的公司）計畫為現有的石茶隼升級Mk 1.1，將增加包括增加導彈接近警告系統和增強直升機航行穩定度的航電設備。2016年9月15日，空中客车直升机公司和丹尼爾簽署諒解備忘錄，就南非空軍現代化項目進行合作；將會更換過時的武器與瞄準系統、增加載荷和改進可靠性和生存能力。
2014年9月，丹尼爾首席執行官Riaz Saloojee表示，該公司正在研究重新開放石茶隼生產線的可行性，該生產線在最初的12架SAAF飛機生產後於2007年封存。Saloojee 表示，該產線將使用石茶隼技術的全新平台進行生產。2016 年9月，南非政府授權就重啟石茶隼的生產議題進行政府間談判。根據 丹尼爾航空副首席執行官 Victor Xaba的說法，該公司需要至少70架訂單，才能重新建立裝配線。
石茶隼Mk 2的生產定期被拿出來討論。 2015年7月，Saloojee談到公司為獲得對石茶隼Mk 2計劃的支持所做的努力，該計劃將涉及大量新系統，並且該公司已經為此制定了方向。2016年末，丹尼爾表示正在與多個國家就石茶隼Mk 2進行一系列會談，包括埃及、巴西、尼日利亞、波蘭和印度。

### 設計

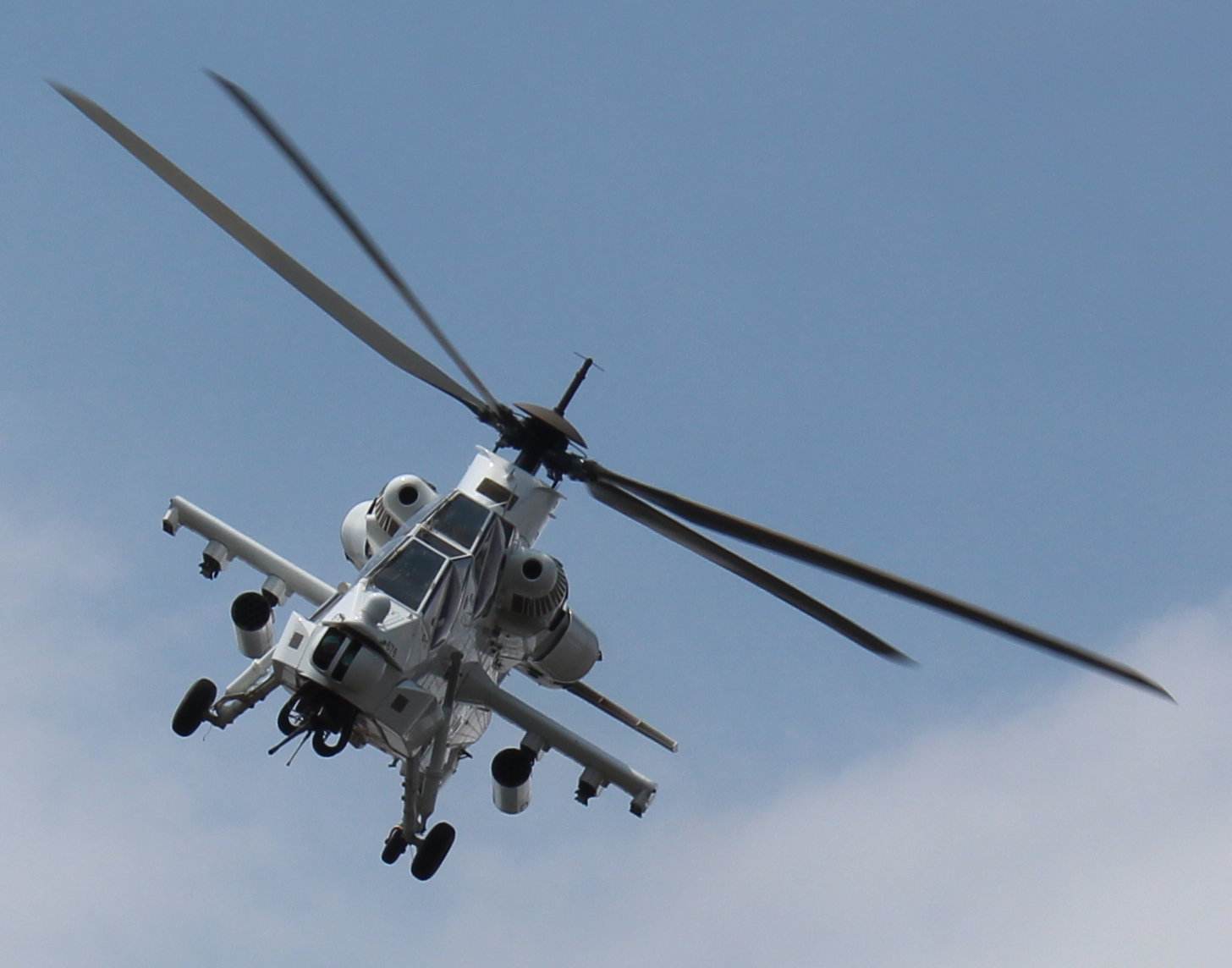
一架在2014年巡邏聯合國干涉部隊位於Sake基地的石茶隼攻擊直升機

石茶隼的設計使其可以在簡易的後勤等情況下長時間運行。據稱，石茶隼的後勤只需一架配備基本備件供應的中型運輸直升機和四名地勤人員。
石茶隼可以依照任務不同，而裝備一系列相應的武器。它一般配備有一門在機鼻的20mm機砲，還可以攜帶空空導彈、反裝甲導彈和非制導火箭彈。石茶隼具有一套用於目標捕獲和跟踪的火控系統以及使用都卜勒雷達和GPS的先進導航系統。同時，它一個電子對抗套件，並統合了干擾箔和照明彈。石茶隼的機鼻還有一個具有自動跟踪功能的陀螺穩定傳感器。石茶隼使用泰雷茲TopOwl頭盔顯示器。該系統由Société de fabrication d'instruments de mesure於1999-2000年之間開發。
石茶隼能夠360度飛行，也就是倒掛飛行。

## 型號
- MK 1
初始服役版本，共12架
  - MK 1.1
目前的升級版本
- MK 2
提議的升級版本，還未有實際機體

## 外部連結
- Aircraft.co.za – Denel Rooivalk 的存檔，存档日期2017-11-07.
- Rooivalk Attack Helicopter, South Africa （页面存档备份，存于）